# Romain Eskenazi
Romain Eskenazi, né le 4 mai 1986 à Paris, est un homme politique français.
Membre du Parti socialiste, il est député de la septième circonscription du Val-d'Oise depuis 2024.

## Biographie

### Parcours professionnel
Titulaire d'un master en sciences politique, il crée un café-concert à Montmorency à 22 ans. Il travaille ensuite au cabinet du maire de Gonesse de 2014 à 2020, avant de devenir cette même année directeur adjoint des hôpitaux de Saint-Denis et Gonesse.

### Parcours politique
Romain Eskenazi entre en politique lorsqu'il est élu à 21 ans au conseil municipal de Montmorency lors du mandat de François Detton,, Il devient élu d'opposition après les municipales de 2020, et siège également au sein de l'agglomération Plaine Vallée.

#### Assemblée nationale
Il est suppléant de Rita Maalouf, candidate socialiste aux élections législatives de 2017 dans le Val-d'Oise.
En 2022, il se présente comme candidat aux législatives et se retrouve être le seul candidat socialiste du département, mais est battu de 200 voix.
Romain Eskenazi est élu lors des Législatives de juillet 2024 avec 60,57% des voix dans la 7e circonscription du Val-d'Oise où il est opposé au second tour au candidat du Rassemblement national David Quentin (39,43% des voix),,.

## Synthèse des résultats électoraux

### Élections législatives
| Année | Parti    | Parti      | Circonscription  | 1er tour | 1er tour | 1er tour | 2d tour | 2d tour | 2d tour | Issue |
| Année | Parti    | Parti      | Circonscription  | Voix     | %        | Rang     | Voix    | %       | Rang    | Issue |
| ----- | -------- | ---------- | ---------------- | -------- | -------- | -------- | ------- | ------- | ------- | ----- |
| 2022  |          | PS (NUPES) | 7e du Val-d'Oise | 9 018    | 33,37    | 1er      | 13 732  | 49,63   | 2e      | Battu |
| 2024  | PS (NFP) | 16 797     | 7e du Val-d'Oise | 37,94    | 1er      | 24 713   | 60,57   | 1er     | Élu     |       |

## Détail des fonctions et mandats

### Mandats électifs
- Depuis le 8 juillet 2024 : député de la 7e circonscription du Val-d'Oise